# Armia Krajowa
Armia Krajowa (AK), expressão que pode ser traduzida  como "Exército Nacional", foi o mais importante movimento de resistência polonesa  durante a ocupação da Polônia na Segunda Guerra Mundial. Atuava em conjunto com o Governo polonês no exílio e o Estado Secreto Polaco e tinha como intenção libertar a Polônia das forças alemães (nazistas) e russos (comunistas) que ocuparam o país entre 1939 e 1945.
No pós-guerra,  a organização foi desprezada pelos historiadores, e quase nada há publicado sobre ela, fora da Polônia, apesar de ter sido a força armada clandestina mais forte e organizada daquele tempo na Europa. 

## História

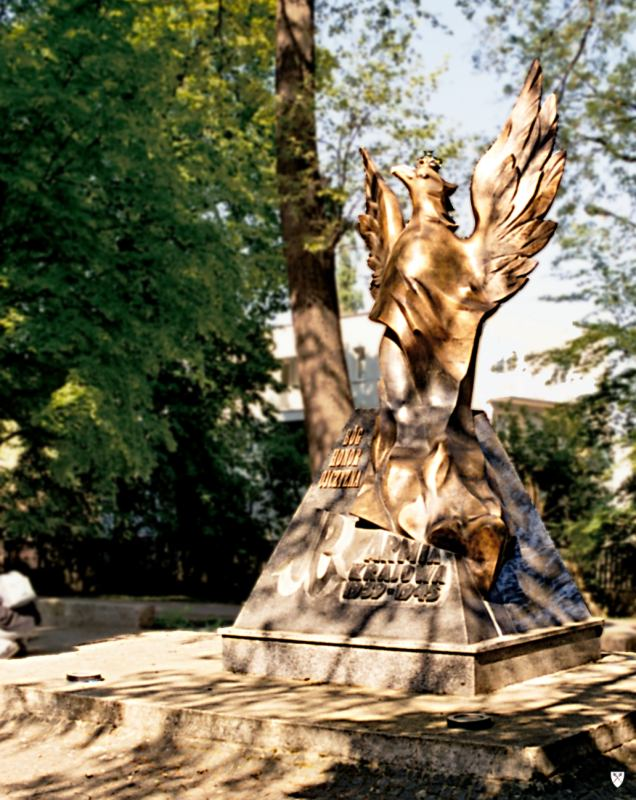
Monumento em homenagem
à Armia Krajowa, em Sopot.

- 27 de setembro de 1939 – Formação do Serviço Militar para a Vitória da Polónia (SZP)
- 13 de novembro 1939 – depois da ordem do Comandante Supremo foi formada a União da Luta Armada baseada nas estruturas da SZP.
- 14 de fevereiro 1942 – O Comandante Supremo das Forças Armadas Polacas o general Władysław Sikorski muda o nome da União da Luta Armada para  Armia Krajowa.
- 19 de janeiro 1945 – desmobilização do Armia Krajowa.

O AK teve as suas origens na União de Luta Armada e na União dos Guerrilheiros Polacos (PZP), mas era composta por  muitas organizações pequenas. Seu objetivo principal  era conduzir a resistência armada contra o invasor nazi e preparar uma insurreição nacional, denominada "Operação Tempestade", a ser deflagrada no momento exato.

## A estrutura da organização
Seu quartel-general era composto por sete departamentos: Departamento de Organização, Departamento de Informação e Espionagem, Departamento de Ações e Treinamento, Departamento de Logística, Departamento de Comunicação, Departamento de Informação e Propaganda, Departamento de Finanças.  Alem disso o AK tinha também os seus capelões. Em janeiro de 1943 foi estabelecida uma nova unidade militar, a ’’Kedyw ’’ que realizava  ações de sabotagem e outras mais complicadas.
No momento da capacidade máxima de combate  (no verão de 1943) as forças do AK eram compostas por aproximadamente 380 mil homens, incluindo 10 mil oficiais. As fileiras dos oficiais de antes da guerra foram completadas com graduados formados em cursos clandestinos e com os  cichociemni  ('silenciosos e invisiveis'),  uma tropa de elite  criada na Grã-Bretanha, formada por paraquedistas que eram lançados na Polónia ocupada para combater, organizar e treinar os soldados da resistência polaca.  Além de produzir suas próprias armas, o AK obtinha armas alemãs durante ações de combate. Também os Aliados lhe forneciam armas, lançando-as de paraquedas.
Em combate morreram cerca de 100 mil homens do AK, e aproximadamente 50 mil soldados foram exilados e presos na URSS.
Depois do fim da Segunda Guerra, uma parte dos soldados do AK recusou  a desmobilização e continuou a lutar noutros movimentos de resistência.
A  perseguição  em massa aos membros da resistência, chamados "soldados excomungados", foi mantida ao longo todo o período  stalinista.

## Operação Tempestade
Os acontecimentos no ano 1943 na frente de batalha alemã – soviética colocaram o Governo Polaco em Londres,  diante da questão sobre o que fazer  no caso de uma possível invasão do território polaco pelo Exército Vermelho. No dia 26 de outubro de 1943, o Governo do Comandante Supremo ordenou ações de sabotagem e diversão contra o exército alemão, que estava em retirada.  Instruiu também que,  no caso de ausência de relações normalizadas entre a Polónia e a União Soviética,  as autoridades civis e militares continuariam  na clandestinidade.
Com base nas instruções do Governo e do Comando Supremo do Armia Krajowa, no dia 20 de novembro de 1943 o general Tadeusz Komorowski  "Bór" ordenou que se iniciassem os  preparativos para a Operação Tempestade.  A disposição também mandou revelar  as autoridade civis e militares aos russos. O Armia Krajowa  receberia os soldados do Exército Vermelho, que estava a aproximar-se das fronteiras polacas. Esta disposição contradizia a clandestinidade imposta pelo Comando Supremo. Mas, na sede principal do Armia Krajowa, decidiu-se que, sem a cooperação tática, a continuação da luta seria impraticável, em razão do aumento significativo do grau de exposição dos guerrilheiros ao risco de repressão e  desarmamento.